# 983

## Събития
- Поход на киевския княз Владимир I срещу ядвигите